# Blastesthia posticana
Blastesthia posticana là một loài bướm đêm thuộc họ Tortricidae. Nó được tìm thấy ở miền bắc và miền trung châu Âu tới miền đông Nga.
Sải cánh dài 11–16 mm. Con trưởng thành bay vào tháng 5 và tháng 6. Có một lứa một năm.
Ấu trùng ăn Pinus sylvestris. 